# 洛布科瓦巴爾卡
49°48′59″N 33°13′51″E / 49.81639°N 33.23083°E
洛布科瓦巴爾卡（烏克蘭語：Лобкова Балка），是位於烏克蘭中部的村落，隸屬波爾塔瓦州的盧布尼區。該村分別距離斯塔夫基1公里和巴甫利夫卡1.5公里，海拔高度145米，2001年人口59。